# Centrum Wyszkolenia Ziemnego
Centrum Wyszkolenia Ziemnego (CWZ) - centrum szkolenia personelu naziemnego Polskich Sił Powietrznych w Wielkiej Brytanii, utworzone latem 1940 w Blackpool.
Prowadzono w nim także wstępne szkolenie personelu latającego. W lipcu 1942 siedzibę centrum przeniesiono do Halton, gdzie utworzono też Lotniczą Szkołę Techniczną dla Małoletnich - Gimnazjum nr 2. Od 1944 w Locking, zaś od 1945 w Cammeringham.

## Obsada personalna centrum
- mjr pil. Henryk Wirszyłło – komendant Lotniczej Szkoły dla Małoletnich